# Henricus de Visbeke
Henricus de Visbeke, Dienstbezeichnung proconsul, war Bürgermeister der Stadt Brilon von 1289 bis 1290.
In einer Urkunde vom 6. November 1289 wurden vom Rat unter seinem Vorsitz die Bedingungen festgelegt, unter denen Einheimische und Fremde in die Bruderschaft der Kaufleute aufgenommen werden konnten.
Bei Stadtfehden stand der Bürgermeister der städtischen Streitmacht vor, auch hatte er das Recht zur Begnadigung von harten Verurteilungen durch das Stadtgericht bei Straftaten. Er konnte bei Todesstrafe begnadigen.